# Sint-Jozefskerk (Voroux-lez-Liers)

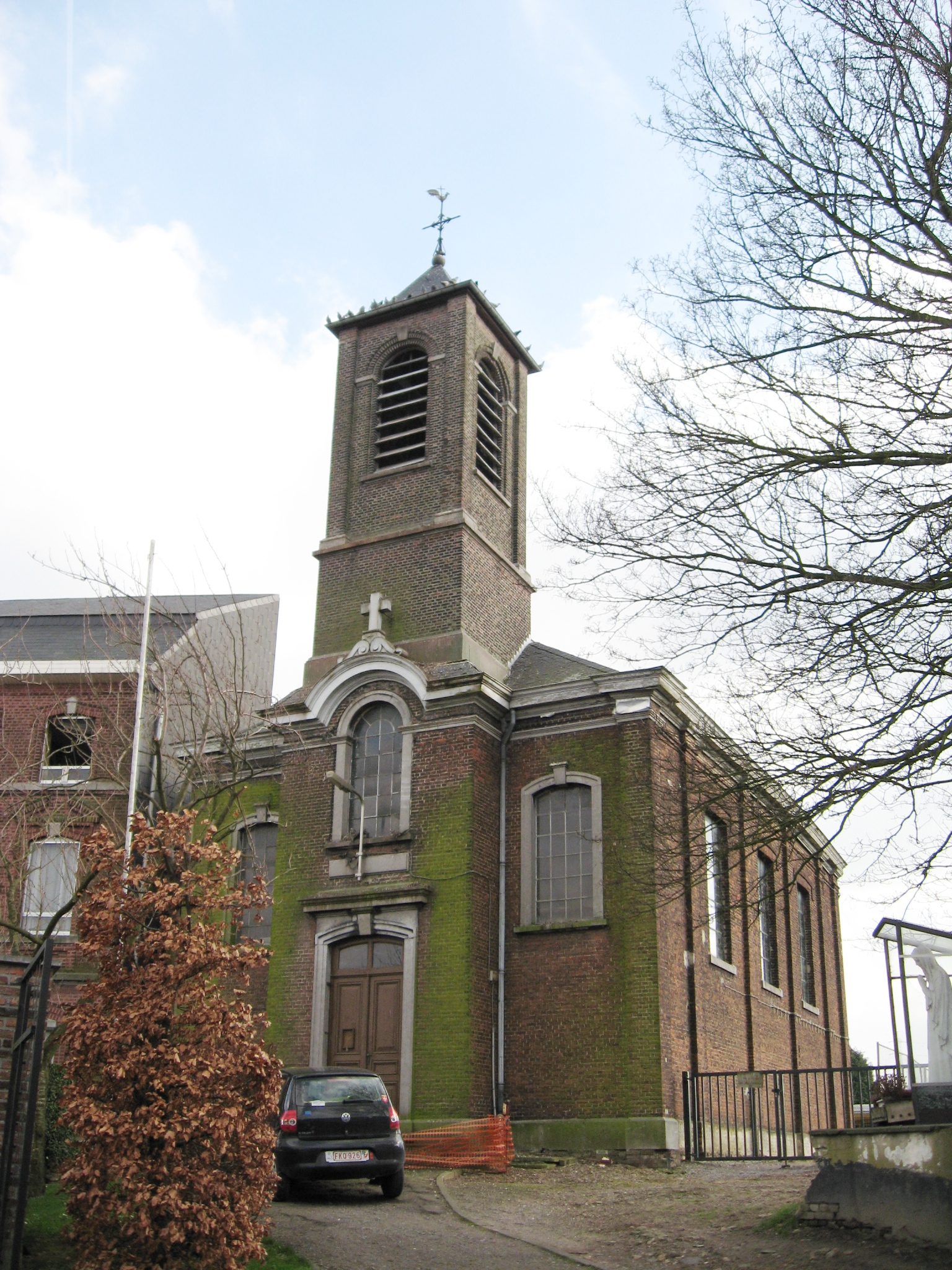
Sint-Jozefskerk

De Sint-Jozefskerk (Église Saint-Joseph) is de parochiekerk van Voroux-lez-Liers in de Belgische provincie Luik.

## Geschiedenis
In 1405 bestond er reeds een aan Sint-Jozef gewijde kapel, die ondergeschikt was aan de parochie van Liers. Meerdere kerkgebouwen volgden elkaar op en de huidige kerk is de vierde op deze plaats. Pas in 1842 vond verheffing tot parochiekerk plaats. De huidige kerk werd gebouwd in 1867 en architect was Eugène Halkin. De kerk werd tijdens de Tweede Wereldoorlog beschadigd, waarbij een deel van het meubilair verloren ging. Vervolgens werd de kerk weer hersteld.

## Gebouw
Het betreft een driebeukig bakstenen kerkgebouw in neoclassicistische stijl. De halfingebouwde toren wordt gedekt door een tentdak. Van het interieur kunnen de glas-in-loodramen, het orgel en de kruiswegstaties worden genoemd.